# 王熙慧
王熙慧（1957年—），河南民权人，汉族，中华人民共和国政治人物、第十一届全国人民代表大会河南地区代表。
担任中国铝业股份有限公司河南分公司总经理，是中共党员。2008年起担任全国人大代表。